# Memphis (Alabama)
Memphis é uma cidade  localizada no estado americano do Alabama, no Condado de Pickens.

## Demografia
Segundo o censo americano de 2000, a sua população era de 33 habitantes.
Em 2006, foi estimada uma população de 32, um decréscimo de 1 (-3.0%).

## Geografia
De acordo com o United States Census Bureau, a localidade tem uma área de 1,0 km², sem área coberta por água.

## Localidades na vizinhança
O diagrama seguinte representa as localidades num raio de 32 km ao redor de Memphis.